# Tlesó
Tlesó (Tleson) fill de Nearc, fou un artista grec. Fou autor de les pintures de diversos objectes decoratius com gerres, gots o plats, que porten la inscripció ΤϜΕΣΟΝ ΗΟΝΕΑΠΧΟ ΕΠΟΙΕΣΕΝ. L'estil de treball és antic; l'aparició del nom patern només es donava en els artistes grecs, el que descarta que fos etrusc.